# Robin Janssen
Robin Janssen (Nijmegen, 14 februari 1987) is een voormalig Nederlandse voetballer. Hij speelde tussen 2008 en 2023 als middenvelder bij De Treffers.

## Loopbaan
Via de amateurs van SV Milsbeek en De Treffers werd Janssen in 1999 ingelijfd door de jeugdopleiding van VVV. Op 10 maart 2006 maakt hij zijn profdebuut namens de Venlose eerstedivisionist als invaller voor Mohammed Allach tijdens een met 5-0 verloren uitwedstrijd bij FC Dordrecht. Vijf maanden later kreeg hij de Jan Klaassens Award uitgereikt, de jaarlijkse onderscheiding van VVV voor het grootste talent uit eigen jeugdopleiding. Na de promotie van VVV-Venlo naar de Eredivisie in 2007 kreeg hij geen speelminuten meer. In 2008 zei Janssen het betaald voetbal vaarwel en keerde terug naar de amateurs van De Treffers. Na een contractverlenging in februari 2020 begon de middenvelder in 2020/21 aan zijn dertiende seizoen bij de Groesbeekse tweededivisionist. Na 379 officiële wedstrijden in 15 seizoenen voor De Treffers zette hij op 3 juni 2023 met een afscheidswedstrijd een punt achter zijn spelersloopbaan.

## Statistieken
| Seizoen         | Club            | Competitie           | Competitie | Competitie | Beker | Beker | Play-offs | Play-offs | Totaal | Totaal |
| Seizoen         | Club            | Competitie           | Wed.       | Dlp.       | Wed.  | Dlp.  | Wed.      | Dlp.      | Wed.   | Dlp.   |
| --------------- | --------------- | -------------------- | ---------- | ---------- | ----- | ----- | --------- | --------- | ------ | ------ |
| 2005/06         | VVV-Venlo       | Eerste divisie       | 4          | 0          | 0     | 0     | 0         | 0         | 4      | 0      |
| 2006/07         | VVV-Venlo       | Eerste divisie       | 1          | 0          | 0     | 0     | 0         | 0         | 1      | 0      |
| 2007/08         | VVV-Venlo       | Eredivisie           | 0          | 0          | 0     | 0     | 0         | 0         | 0      | 0      |
| 2008/09         | De Treffers     | Zondag Hoofdklasse C | ?          | ?          | 1     | 0     | —         | —         | ?      | ?      |
| 2009/10         | De Treffers     | Zondag Hoofdklasse C | ?          | ?          | 1     | 0     | —         | —         | ?      | ?      |
| 2010/11         | De Treffers     | Topklasse            | 29         | 4          | 3     | 2     | —         | —         | 32     | 6      |
| 2011/12         | De Treffers     | Topklasse            | 28         | 9          | 3     | 1     | —         | —         | 31     | 10     |
| 2012/13         | De Treffers     | Topklasse            | 27         | 2          | 1     | 0     | —         | —         | 28     | 2      |
| 2013/14         | De Treffers     | Topklasse            | 27         | 1          | 1     | 0     | —         | —         | 28     | 1      |
| 2014/15         | De Treffers     | Topklasse            | 24         | 2          | 1     | 0     | —         | —         | 25     | 2      |
| 2015/16         | De Treffers     | Topklasse            | 28         | 2          | 2     | 0     | —         | —         | 30     | 2      |
| 2016/17         | De Treffers     | Tweede divisie       | 24         | 3          | 0     | 0     | —         | —         | 24     | 3      |
| 2017/18         | De Treffers     | Tweede divisie       | 30         | 1          | 2     | 0     | —         | —         | 32     | 1      |
| 2018/19         | De Treffers     | Tweede divisie       | 27         | 0          | 1     | 0     | —         | —         | 28     | 0      |
| 2019/20         | De Treffers     | Tweede divisie       | 7          | 0          | 0     | 0     | —         | —         | 7      | 0      |
| 2020/21         | De Treffers     | Tweede divisie       | 4          | 0          | 1     | 0     | —         | —         | 5      | 0      |
| 2021/22         | De Treffers     | Tweede divisie       | 28         | 0          | 3     | 1     | —         | —         | 31     | 1      |
| 2022/23         | De Treffers     | Tweede divisie       | 26         | 0          | 4     | 0     | —         | —         | 30     | 0      |
| Carrière totaal | Carrière totaal | Carrière totaal      | 360        | ??         | 24    | 4     | 0         | 0         | 384    | ??     |